# Mojón de Fierro
Mojón de Fierro é um município da Argentina, localizada na província de Formosa